# Reloj de buceo

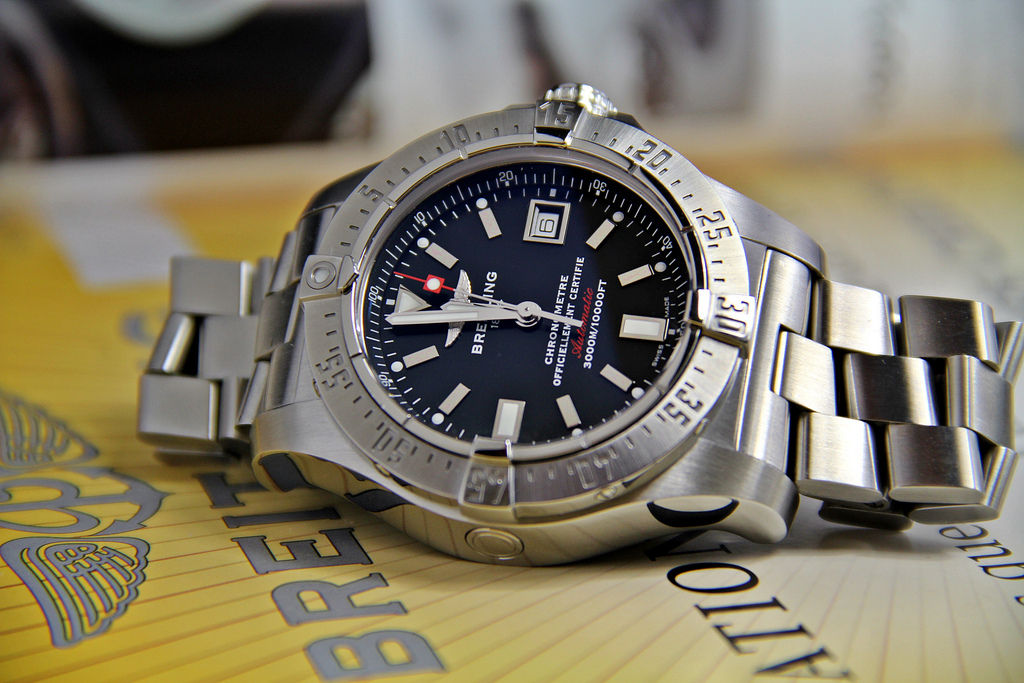
Breitling Avenger Seawolf, con una resistencia al agua de 3000 m. El elemento redondo situado en un lado de la caja del reloj (junto a las 9 en punto), es una válvula de liberación de helio integrada

Un reloj de buceo es un tipo de reloj de pulsera diseñado para las actividades subacuáticas, que presenta como mínimo una resistencia al agua superior a 11 atm (1,1 MPa), el equivalente a 100 metros de profundidad. Habitualmente, suelen tener una resistencia de alrededor de 200 a 300 m, aunque la tecnología moderna permite la creación de relojes de buceo que pueden sumergirse a mucha más profundidad. Un verdadero reloj de buceo contemporáneo cumple con la norma ISO 6425, que define los estándares de prueba y las características de los relojes adecuados para bucear con aparatos de respiración subacuática a profundidades de 100 o más metros. Los relojes que cumplen con la norma ISO 6425 están marcados con la palabra DIVER'S, para distinguirlos de los relojes que podrían no ser adecuados para el buceo real.
En gran medida, el reloj de buceo ha sido reemplazado por el medidor de buceo personal, un dispositivo electrónico que proporciona una función de temporizador de buceo iniciada automáticamente, junto con el cálculo de descompresión en tiempo real y otras funciones opcionales.

## Historia
La historia de los esfuerzos realizados para producir relojes utilizables bajo el agua, de forma que fuesen impermeables, posiblemente se remonta al siglo XVII. En el siglo XIX, los relojes resistentes al agua y al polvo eran generalmente piezas únicas hechas a medida para un cliente en particular, y se describían como "relojes de explorador". Las escafandras clásicas de este período a veces incorporaban un reloj de bolsillo común en el interior del casco para poder saber el tiempo pasado bajo el agua. A principios del siglo XX, estos relojes pasaron a producirse industrialmente para su distribución militar y comercial. Al igual que sus predecesores, los relojes de buceo de principios del siglo XX se desarrollaron en respuesta a satisfacer las necesidades de varios grupos diferentes pero relacionados: exploradores, armadas y buceadores profesionales.
En 1926, Rolex adquirió la patente de la caja del reloj Oyster, que disponía de un sello hermético. El 7 de octubre de 1927, la nadadora inglesa Mercedes Gleitze intentó cruzar el Canal de la Mancha con uno de los nuevos Rolex Oyster colgado del cuello con una cinta. Tras más de 10 horas en las frías aguas, el reloj permaneció sellado y mantuvo la hora en todo momento.
Se le atribuye a la firma Omega la creación del primer reloj de buceo producido industrialmente del mundo, destinado a la distribución comercial, el modelo Omega Marine rectangular que disponía de una caja doble deslizante y extraíble patentada, presentado en 1932. Tras una serie de pruebas realizadas por el Laboratorio Suizo de Horología de Neuchâtel en mayo de 1937, el reloj recibió la certificación de que podía soportar una presión de 13,5 atm (1,4 MPa), equivalente a una profundidad de 135 m, sin entrada de agua alguna.

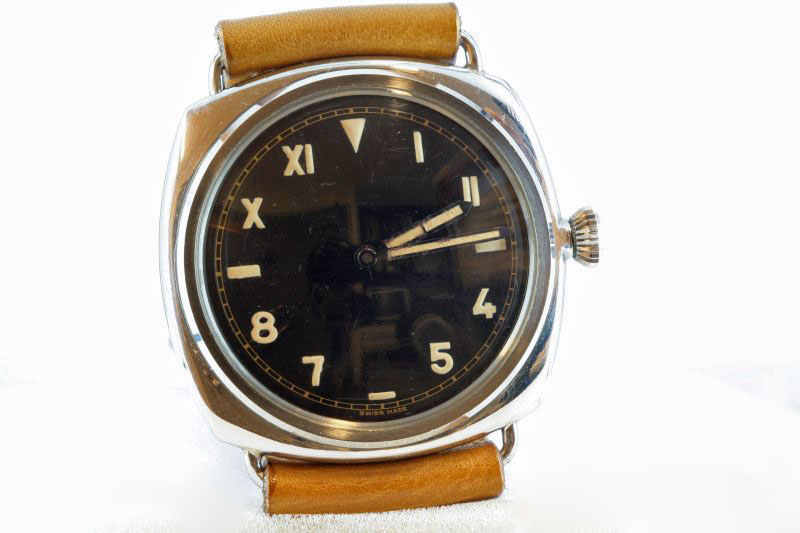
Reloj Radiomir Panerai con dial de California (año 1936)

A raíz de una solicitud realizada en septiembre de 1935 por la Real Marina Italiana de un reloj submarino luminoso para buceadores, la firma italiana Panerai ofreció en 1936 los relojes submarinos Radiomir, fabricados por Rolex para Panerai.
Además, durante y después de la Segunda Guerra Mundial, firmas como Hamilton, Waltham o Elgin comenzaron a fabricar varios relojes de buceo estilo cantimplora según especificaciones militares. Sin embargo, estos modelos se fabricaron en pequeñas cantidades, y no estaban destinados a una distribución comercial a gran escala. Hoy en día, el interés por estos relojes se limita a los coleccionistas.
El fabricante suizo Blancpain suministró en pequeñas cantidades varios modelos a los militares de varios países, incluidos los buceadores de combate de la Armada de EE. UU. y de Francia. El célebre submarinista francés Jacques Cousteau y sus buceadores portaban relojes Fifty Fathoms en la película submarina "Le monde du silence", que ganó la Palma de Oro en el festival de Cannes de 1956; y en EE. UU. los relojes Blancpain comenzaron a ser conocidos cuando la estrella de televisión Lloyd Bridges apareció con un reloj de buceo Blancpain Fifty Fathoms en la portada de la edición de febrero de 1962 de la revista Skin Diver Magazine.

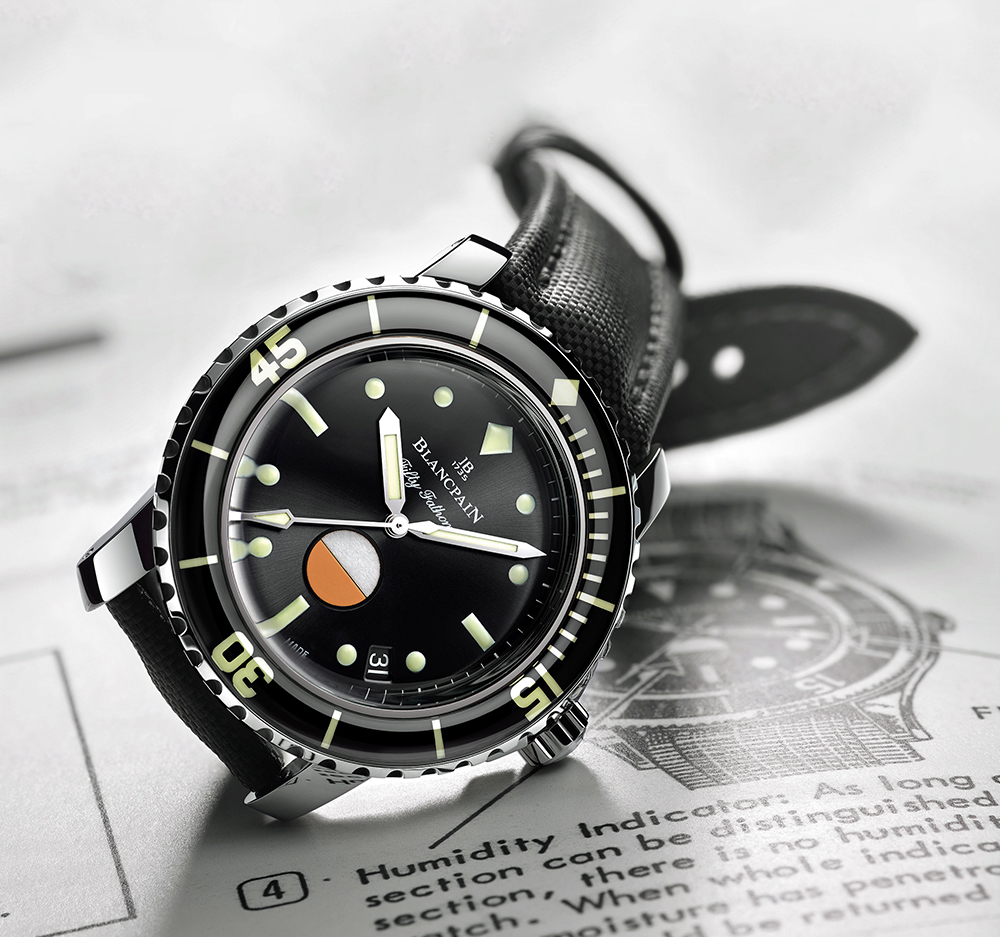
La familia de relojes Blancpain Fifty Fathoms fue introducida a mediados de los años 1950

La compañía Zodiac también presentó su línea de relojes a prueba de agua Sea Wolf en la Feria de Basilea de 1953.
El Rolex Submariner se considera el primer reloj de buceo moderno. Se presentó en la Feria de Relojes de Basilea de 1954, que coincidió con el desarrollo del aparato de respiración subacuático autónomo, conocido como escafandra autónoma. En 1959, la Unidad de buceo experimental de la Armada de los Estados Unidos evaluó cinco relojes de buceo, entre ellos el reloj de pulsera sumergible Bulova US Navy, el Enicar Sherpa Diver 600, el Enicar Seapearl 600, el Blancpain Fifty Fathoms y el Rolex Oyster Perpetual.
En 1961, la marca Edox lanzó la línea de relojes Delfin, con dos fondos de caja, los primeros modelos fabricados masivamente de este tipo, que contaban con una resistencia al agua de hasta 200 metros. Más adelante, en 1963, lanzaron la línea Hydrosub, que presentaba el primer sistema de corona con anillo de tensión que permitía alcanzar profundidades de hasta 500 metros.
En 1961, Rolex comenzó a incluir un manual de buceo con el Submariner, que entonces estaba disponible en dos modelos, uno resistente al agua hasta 200 m y el otro, una versión menos costosa, hasta 100. Fue el reloj elegido para el personaje de James Bond en sus primeras diez películas, lo que hizo que el Sub alcanzara un estatus icónico.
En 1965, Seiko lanzó al mercado el 62MAS, el primer reloj japonés para buceo profesional.

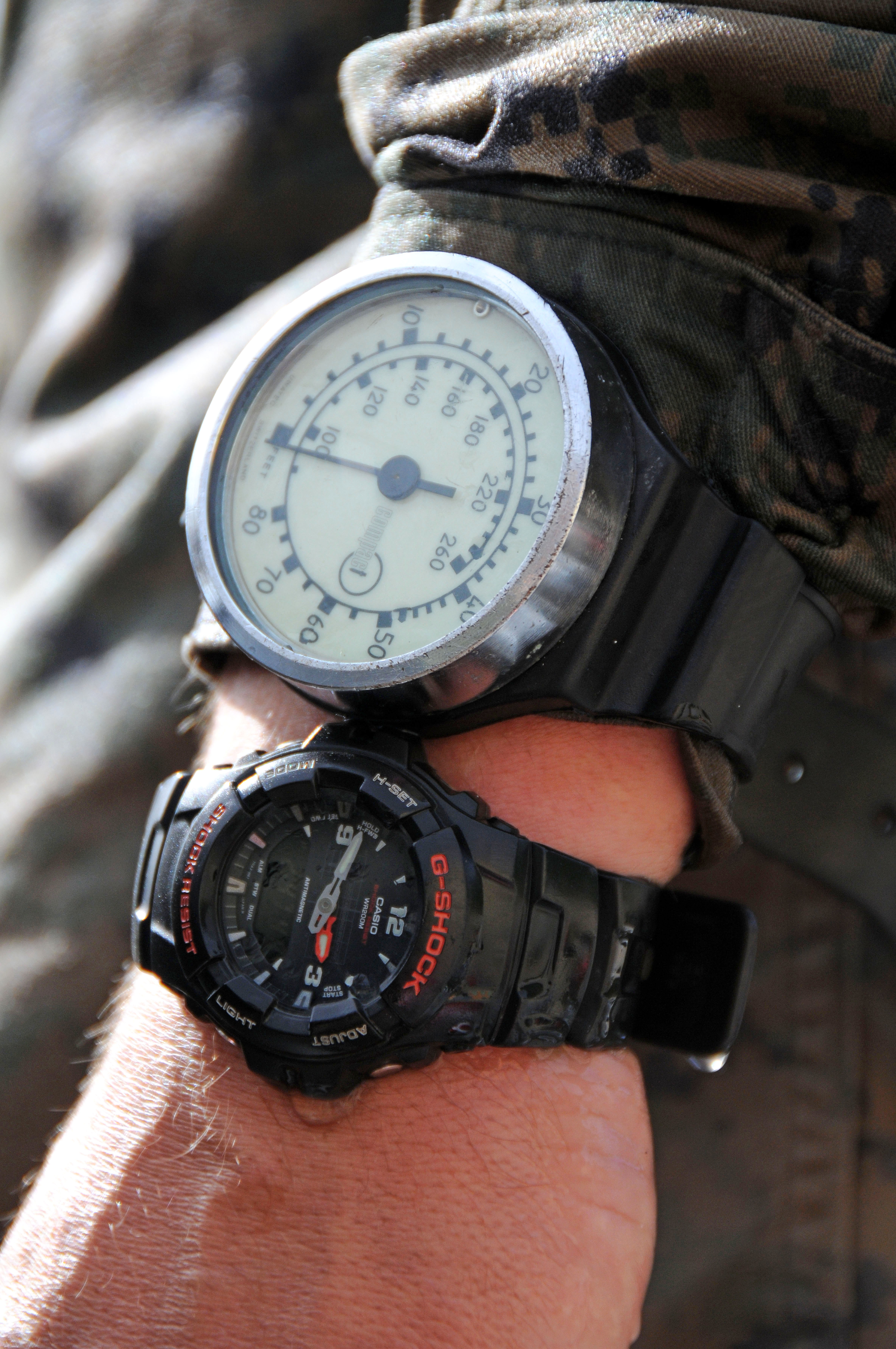
Buzo de la Marina de los EE. UU. con un reloj de buceo y un medidor de profundidad analógico

Durante la década de 1960, el trabajo comercial en los océanos y mares creó organizaciones de buceo profesional que necesitaban relojes más robustos, diseñados para operaciones de buceo a mayores profundidades. Esto condujo al desarrollo de los primeros relojes ultra resistentes al agua, como el Rolex Sea-Dweller 2000 (2000 pies = 610 m), que estuvo disponible en 1967 y se produjo en distintas variantes, y el Omega Seamaster Professional 600 m/2000 pies, también conocido como "Omega PloProf" (Plongeur Professionnel), que estuvo disponible en 1970 y también se produjo en diferentes variantes.
En 1983, la Unidad de Buceo Experimental de la Marina de los EE. UU. evaluó varios relojes digitales para su uso por parte de los buceadores de la Marina de los EE. UU.
En 1996, la Organización Internacional de Normalización (ISO) introdujo los estándares y las características de los relojes de buceo regulados por la norma internacional "ISO 6425 - Relojes de buceo".
Muchos relojes deportivos contemporáneos deben su diseño a los relojes de buceo. Sin embargo, la gran mayoría de los buceadores utilizan ahora medidores de buceo, relojes de pulsera electrónicos que incorporan numerosas funciones especiales realizadas con las inmersiones. Un ordenador de buceo o medidor de descompresión es un dispositivo utilizado por un buceador para medir el tiempo y la profundidad de una inmersión, de modo que se pueda calcular y mostrar un perfil de ascenso seguro para que el buceador pueda evitar el síndrome de descompresión. Sin embargo, los relojes de buceo y los profundímetros todavía son utilizados comúnmente por los buceadores como instrumento de respaldo para prevenir el eventual fallo de un ordenador de buceo.

## Características

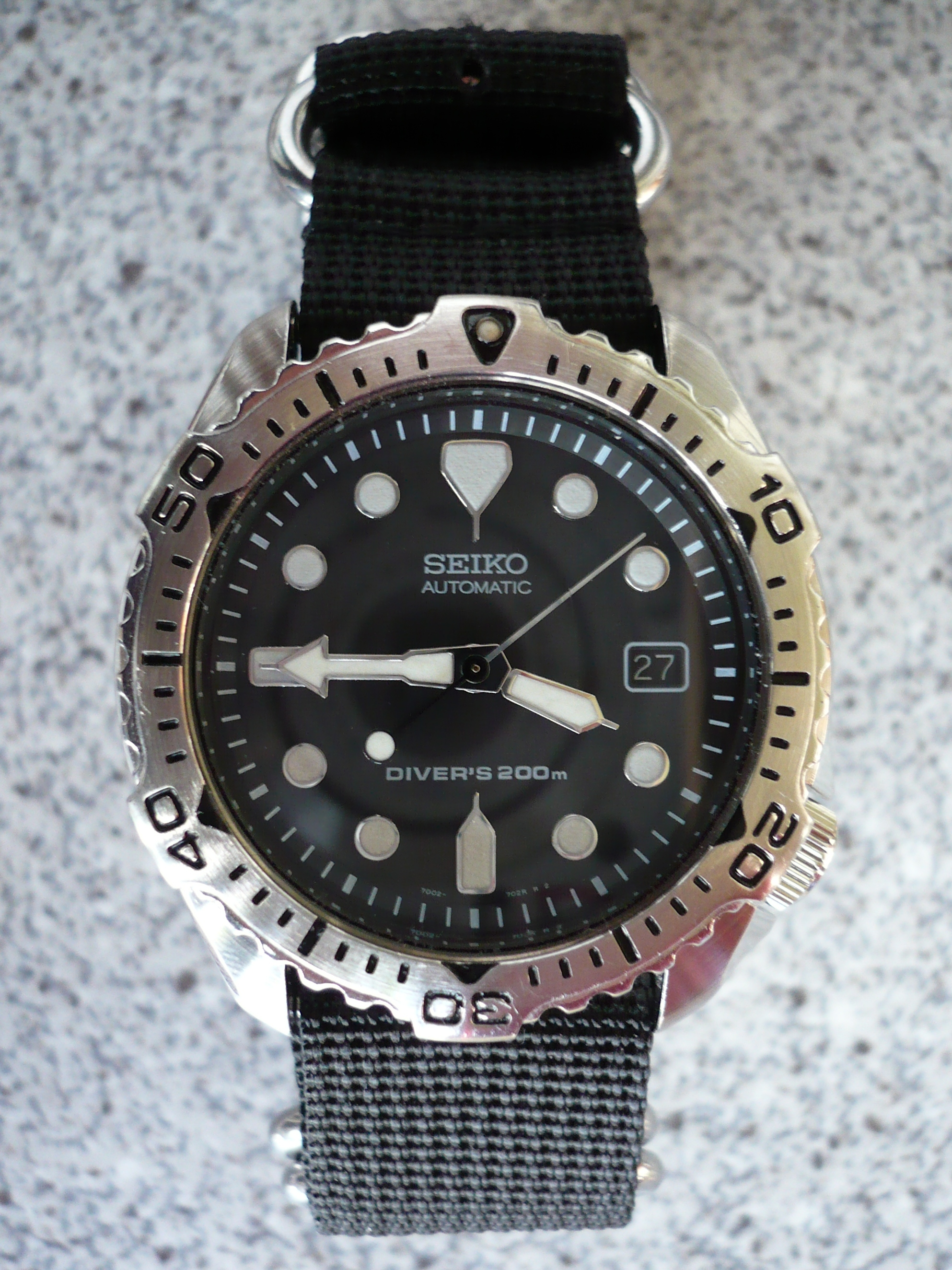
Seiko 7002-7020 Diver's 200 m

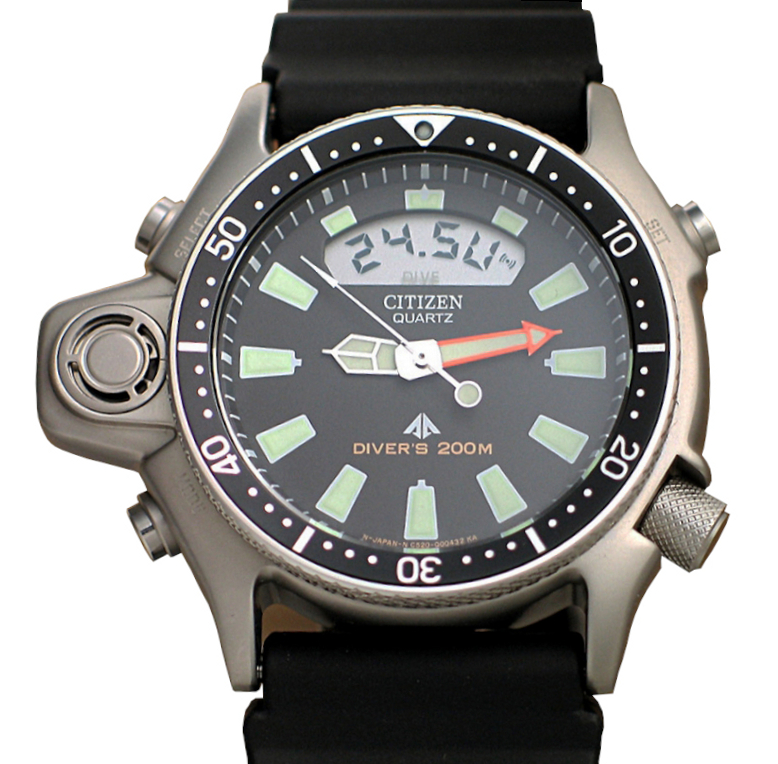
Citizen Promaster Aqualand digital/analógico JP2000-08E Diver's 200 m

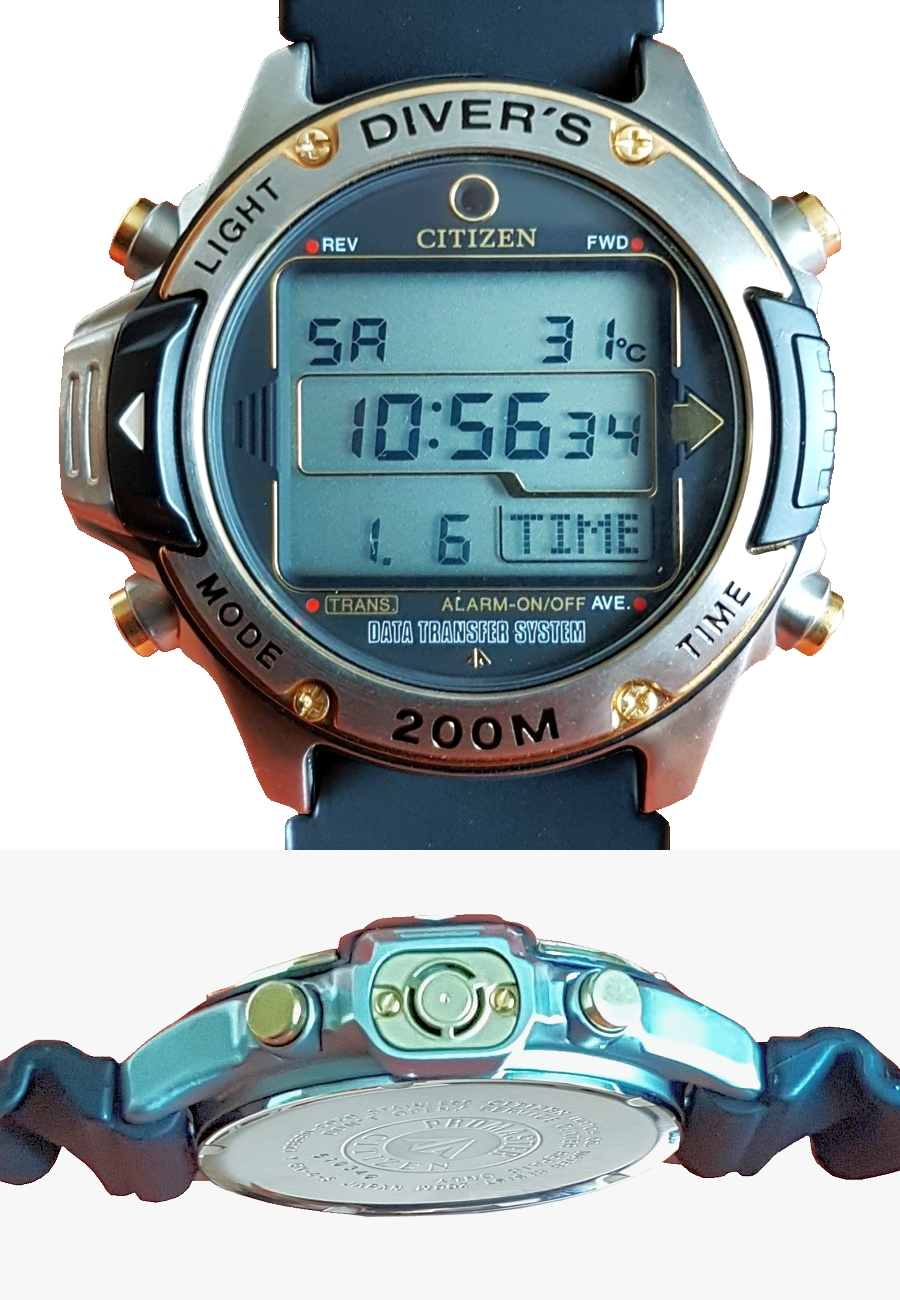
Citizen Hyper Aqualand ProMaster MA9024-21E digital Diver's 200 m

Muchas empresas ofrecen relojes de buceo altamente funcionales, que son principalmente herramientas relacionadas con la actividad para la que se han diseñado, pero en algunos caos se ofrecen modelos que también pueden considerarse joyas o relojes mecánicos con sofisticadas complicaciones. Los relojes de buceo pueden ser analógicos o digitales, aunque algunos modelos combinan elementos digitales y analógicos.

### Norma ISO 6425 para relojes de buceo
Los estándares y las características de los relojes de buceo están regulados por la Organización Internacional de Normalización mediante la norma ISO 6425, a la que equivale norma industrial alemana DIN 8306. Además de las normas de resistencia al agua hasta un mínimo de 100 m de profundidad, la ISO 6425 también establece requisitos mínimos para los relojes de buceo mecánicos (los relojes de cuarzo y digitales tienen requisitos de legibilidad ligeramente diferentes), como:
- Estar equipado con un indicador de tiempo de inmersión (por ejemplo, bisel giratorio, pantalla digital u otro). Este dispositivo debe permitir la lectura del tiempo de inmersión con una resolución de 1 minuto o mejor durante al menos 60 minutos.
- La presencia de marcas de minutos claramente distinguibles en la esfera del reloj.
- Legibilidad/visibilidad adecuadas a 25 cm de distancia del reloj en oscuridad total.
- Presencia de una indicación de que el reloj está en funcionamiento en oscuridad total, lo que suele indicarse mediante un segundero en funcionamiento con una punta o cola luminosa.
- Resistencia magnética, lo que se pone a prueba mediante 3 exposiciones a un campo magnético de corriente continua de 4800 A/m. El reloj debe mantener su precisión en ± 30 segundos/día, medidos antes de la prueba, a pesar del campo magnético.
- Resistencia a choques, que se comprueba mediante dos golpes (uno en el lado de las 9 en punto y otro en el cristal y perpendicular a la esfera). El golpe generalmente se aplica mediante un martillo de plástico duro montado como un péndulo, de modo que se aplique una cantidad medida de energía. Específicamente, se usa un martillo de 3 kg con una velocidad de impacto de 4,43 m/s. El cambio de velocidad permitido es de ± 60 segundos/día.
- Resistencia química, que se pone a prueba mediante inmersión en una solución de 30 g/L de sal común durante 24 horas para probar su resistencia a la oxidación. Esta solución de agua de prueba tiene un salinidad comparable al agua de mar normal.
- Solidez de la correa/brazalete, que se verifica aplicando una fuerza de 200 N (45 lbf) a cada pasador de resorte (o punto de fijación) en direcciones opuestas sin dañar el reloj ni el punto de fijación.
- Presencia de un indicador de fin de vida útil (EOL) en los relojes que funcionan con pilas.

La prueba de los relojes de buceo para comprobar su conformidad con la norma ISO 6425 es voluntaria y conlleva costes, por lo que no todos los fabricantes presentan sus relojes para su certificación según esta norma.

### Caja del reloj
Las cajas de los relojes de buceo deben ser adecuadamente resistentes al agua (presión) y poder soportar la corrosión galvánica del agua de mar, por lo que generalmente están hechas de materiales como acero inoxidable austenítica de grado 316L o 904L y otras aleaciones de acero con factores equivalentes de resistencia a al picado (factores PRE) más altos, titanio, cerámica sS y resinas sintéticas o plásticos. Si se utilizan brazaletes de metal, deben estar hechas de la misma aleación de metal que la caja del reloj para evitar la corrosión del metal con el factor PRE más bajo, ya que actuará como un ánodo de sacrificio. La caja también debe ofrecer un grado adecuado de protección contra las influencias magnéticas externa y los golpes, aunque los relojes de buceo en la práctica no suelen soportar fuertes campos magnéticos ni golpes. Para que los propios movimientos de los relojes mecánicos sean resistentes a los golpes se pueden utilizar diversos sistemas de protección contra golpes.
Las cajas de los relojes de buceo deben construirse de manera más robusta que las de los relojes de pulsera típicos, debido a los requisitos necesarios para soportar un entorno de agua salada a gran profundidad. Como consecuencia, son relativamente pesados y de tamaño grande en comparación con los relojes de vestir fabricados con materiales similares. El peso bajo el agua es de menor importancia que la flotabilidad, que un buceador puede solucionar con un chaleco compensador de flotabilidad. Antes de la introducción de materiales de alta tecnología como el titanio para la caja de los relojes de buceo, estos solían estar hechas de acero inoxidable, material que se sigue utilizando en muchos casos.

### Controlador del tiempo transcurrido
Los relojes de buceo analógicos suelen tener un bisel giratorio, que permite una lectura más fácil del tiempo transcurrido de menos de una hora desde un punto específico. Este elemento se usa para controlar la duración de una inmersión (véase taquímetro). Al entrar al agua, el buceador alinea el cero del bisel con el minutero (o a veces, el segundero), lo que permite leer el tiempo transcurrido en el bisel. Esto le ahorra al buceador tener que recordar el momento exacto de entrada al agua y la necesidad de realizar cálculos aritméticos que serían necesarios si se usara la esfera normal del reloj. En los relojes de buceo, el bisel es "unidireccional", es decir, contiene un trinquete que solo le permite girar en sentido antihorario para "aumentar" el tiempo transcurrido aparente, en el caso de que el bisel girase accidentalmente durante la inmersión. Esta es una característica importante de seguridad ante un fallo. Si el bisel se pudiera girar en el sentido de las agujas del reloj, esto podría sugerirle a un buceador que el tiempo transcurrido es más corto que la realidad, lo que indicaría una lectura de tiempo transcurrido falsamente corta y, por lo tanto, un período de saturación falsamente corto, una suposición que puede ser muy peligrosa. Algunos modelos de relojes de buceo cuentan con un bisel bloqueable para minimizar la posibilidad de que se produzca una operación involuntaria bajo el agua.
El uso exclusivo de un bisel giratorio se considera una técnica de buceo rudimentaria en el siglo XXI, adecuada solo para buceo básico de poca profundidad, con una solo botella de aire. Los perfiles de buceo no básicos y el buceo profundo (a más de 30 m) requieren otros métodos de medición y cronometraje más avanzados para establecer perfiles de descompresión adecuados para evitar la narcolepsia. Además de para el buceo básico y como respaldo para monitorizar el tiempo durante operaciones de buceo planificadas previamente más complejas, el bisel unidireccional también se puede utilizar para otras situaciones en las que una medición del tiempo transcurrido de menos de una hora puede ser útil, como para conocer el tiempo de cocción durante la preparación de alimentos.
Los relojes de buceo digitales suelen realizar la función de tiempo transcurrido mediante el uso de una función estándar de detención del reloj. Los relojes de buceo digitales también pueden incluir un profundímetro y la posibilidad de registrar sus lecturas, aunque no suelen considerarse un sustituto de una computadora de buceo.

#### Marcas del bisel

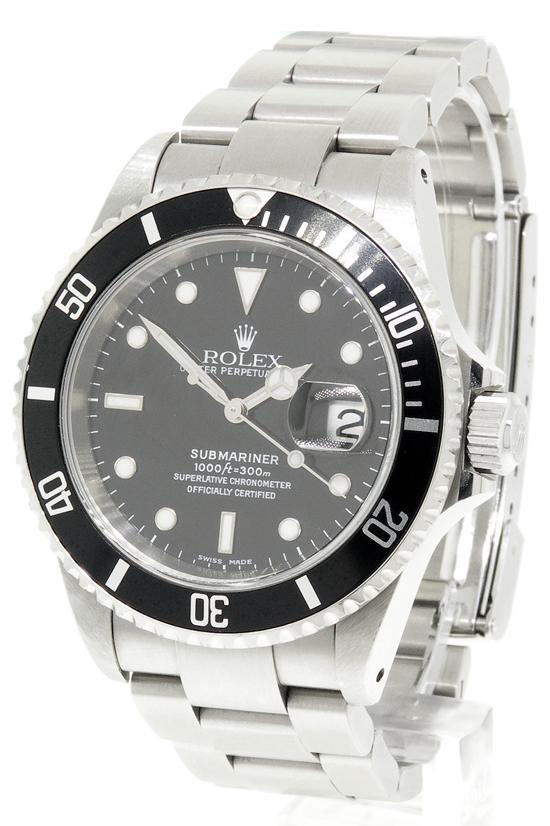
Rolex Submariner modelo 16610, que presenta un bisel giratorio con marcas de minutos no uniformemente distribuidas durante los primeros 15 minutos

La mayoría de los relojes de buceo contemporáneos con marcas de tiempo no uniformes (generalmente en intervalos de un minuto durante los primeros 15 o 20 minutos) en sus biseles son el resultado de copiar diseños de bisel antiguos. En el pasado, los buceadores normalmente planificaban una inmersión a una cierta profundidad máxima basándose en una obsoleta tabla de descompresión de la Marina de los EE. UU., y buceaban de acuerdo con el perfil de inmersión planificado. Si el perfil elegido permitía un tiempo de fondo de 35 minutos, el buceador, al entrar al agua, colocaba el marcador del bisel 35 minutos por delante del minutero. El buceador calculaba esto con las fórmulas de 60 - tiempo de fondo (60 - 35 = 25, para un tiempo de fondo de 35 minutos, el buceador alineaba la marca de bisel de 25 minutos con el minutero). Una vez que el minutero llegaba al marcador principal del bisel, el buceador comenzaba su ascenso a la superficie. La escala de intervalos de un minuto ayudaba a cronometrar el ascenso y cualquier parada de seguridad que el buceador considerara necesaria. Para los métodos de buceo contemporáneos, el bisel de "cuenta regresiva" de 15 o 20 minutos es bastante anticuado, pero sigue siendo el único dispositivo mecánico de cronometraje de buceo útil disponible hasta la fecha. Un tipo diferente de bisel utilizado en los relojes de buceo son los biseles de intervalo de tiempo de descompresión (múltiples) como los que se encuentran en los relojes Doxa y Jenny. La incrustación del bisel que contiene las marcas en el anillo del bisel puede estar hecha de metal o presentar materiales superiores más resistentes a los arañazos como sS Ceramic técnico o zafiro sintético.

#### Relojes de buceo GMT
Hay algunos relojes de buceo analógicos disponibles con una complicación GMT. Los relojes GMT fueron diseñados para las tripulaciones aéreas de larga distancia y otros usuarios que desean controlar el tiempo en diferentes husos horarios. Estos relojes tienen una manecilla GMT adicional y, en el caso de los relojes de buceo, pueden tener un bisel giratorio con marcas de 24 horas en lugar de las marcas de minutos que se utilizan para leer el tiempo transcurrido. Con la ayuda de la manecilla GMT y un bisel de 24 horas correctamente ajustado, se puede leer fácilmente la hora en dos zonas horarias diferentes sin tener que realizar cálculos aritméticos.

### Cristal
Los relojes de buceo tienen cristales relativamente gruesos. A veces se utilizan cristales abovedados para mejorar la resistencia a la presión del reloj y para mejorar la legibilidad de la esfera bajo el agua. Los materiales típicos utilizados para los cristales son polimetilmetacrilato, vidrio templado y zafiro sintético, que tienen sus pros y sus contras. El vidrio acrílico es muy resistente a la rotura; se puede rayar fácilmente, pero los pequeños arañazos se pueden pulir con compuestos de pulido. El vidrio endurecido es más resistente a los arañazos que el vidrio acrílico y menos frágil que el zafiro. El zafiro es muy resistente a los arañazos, pero menos irrompible que las otras opciones. Generalmente se aplican tratamientos antirreflejantes sobre los cristales de zafiro para mejorar la legibilidad del reloj. Algunos fabricantes utilizan cristales laminados de zafiro/vidrio endurecido, donde la resistencia a los arañazos del zafiro se combina con la mejor resistencia a la rotura del vidrio endurecido.
También se pueden utilizar cristales como tapas para permitir ver el movimiento del reloj, pero son una característica poco común en los relojes de buceo.

### Corona

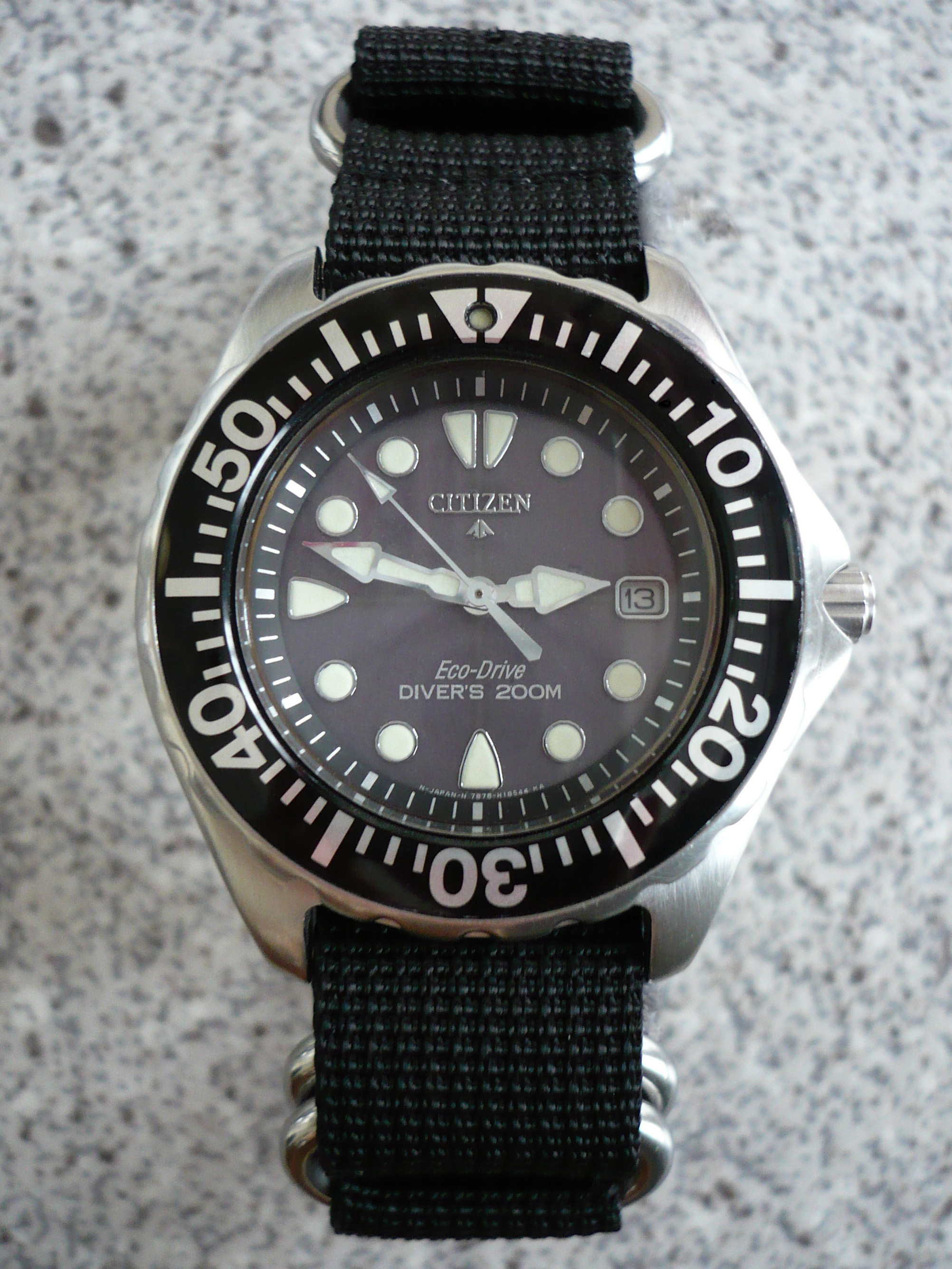
Reloj Citizen Promaster Eco-Drive AP0440-14F Diver's 200 m con los hombros de la corona integrados

Los relojes de buceo analógicos deben tener una corona resistente al agua. Algunos modelos tienen la corona montada en posiciones no convencionales, como las 4, las 8 o las 9 en punto, para evitar o reducir la incomodidad que produce el contacto de la corona con la muñeca (izquierda) o el dorso de la mano del usuario. A menudo, la corona debe desenroscarse para configurar o ajustar la hora y la fecha y, luego, volver a apretarse para restaurar la resistencia al agua del reloj y minimizar la posibilidad de un funcionamiento involuntario bajo el agua. También hay modelos de relojes en los que se debe manipular una manija de bloqueo, una perilla separada o una cubierta de corona adicional antes de poder operar la corona. Sin embargo, hay modelos que tienen coronas que se operan como las coronas de los relojes analógicos que no son de buceo. Las coronas roscadas o con bloqueo de otro tipo y las coronas resistentes al agua de funcionamiento tradicional no deben operarse bajo el agua. Las cajas de los relojes de buceo y otros relojes de trabajo suelen tener protectores de corona salientes o protectores/hombros de corona (integrados) para dejarla semi-integrada con la caja y, por lo tanto, reducir los daños mecánicos y los riesgos de enganches.

### Pulsadores
Los relojes de buceo digitales y algunos cronógrafos analógicos, como el cronógrafo Breitling Avenger Seawolf o el Sinn U1000, tienen pulsadores especialmente diseñados que se pueden utilizar a gran profundidad sin permitir que entre agua en la caja.

### Válvula de liberación de helio
Algunos relojes de buceo diseñados para buceo de saturación a grandes profundidades están equipados con una  válvula de escape de helio o de un gas respirable mixto para evitar incidentes como que el cristal pueda estallar por la presión interna acumulada debido al helio que se hubiera podido infiltrar en la caja del reloj en entornos enriquecidos con este gas (el átomo de helio es la partícula gaseosa más pequeña que se encuentra en la naturaleza) mientras el reloj y el buceador se adaptan a las condiciones atmosféricas normales. En algunos casos se evita el problema de la sobrepresión interna mediante el uso de juntas que simplemente no permiten que el gas helio penetre en la caja del reloj.

### Correa/pulsera del reloj
Los brazaletes, correas o pulseras de los relojes de buceo generalmente están hechos de materiales que son resistentes a la presión del agua y capaces de soportar los efectos de la corrosión galvánica generada por el agua de mar. En términos prácticos, la mayoría de los relojes de buceo cuentan con una correa de reloj de goma, silicona o poliuretano tejido, y disponen de un elemento de acero inoxidable o de titanio o de una malla de longitud adecuada para facilitar el uso del reloj sobre una de las mangas de un traje de buceo. Para una muñeca con una circunferencia de 200 mm (7,9 plg), el grosor de la manga del traje de buceo (de unos 4 mm (0,2 plg)) aumenta la longitud de la correa o brazalete necesaria para ajustar el reloj a unos 225 mm (8,9 plg). Por ello, los brazaletes suelen tener un cierre desplegable oculto mediante el que se pueden extender aproximadamente de 20 mm (0,8 plg) a 30 mm (1,2 plg). Algunas correas permiten aumentar su longitud estándar agregando una pieza de extensión para el traje de buceo. Si es necesario, se puede agregar más de una pieza de extensión. Con el aumento de la profundidad y el incremento de la presión del agua, la muñeca (con manga) de un buceador está expuesta a efectos de compresión que implican la contracción de su perímetro. Muchas correas diseñadas para relojes de buceo tienen secciones onduladas o aligeradas cerca de los puntos de sujeción en la caja, con el fin de dotarlas de la flexibilidad necesaria para ajustar el reloj firmemente a la muñeca del buceador tanto en la superficie como a gran profundidad. Las pulseras de eslabones de metal teóricamente tienen más puntos de fallo en comparación con las pulseras de malla de metal y las correas, debido al uso de piezas de conexión de eslabones como pasadores o tornillos. De una pieza (estilo NATO) Las correas de tejido de nailon que se deslizan por debajo de la caja del reloj a través de dos barras fijadas a la propia caja (bien con muelles o con pasadores) se utilizan para minimizar la posibilidad de perder el reloj debido al fallo de una de estas barras o de alguno de sus puntos de sujeción.

### Legibilidad

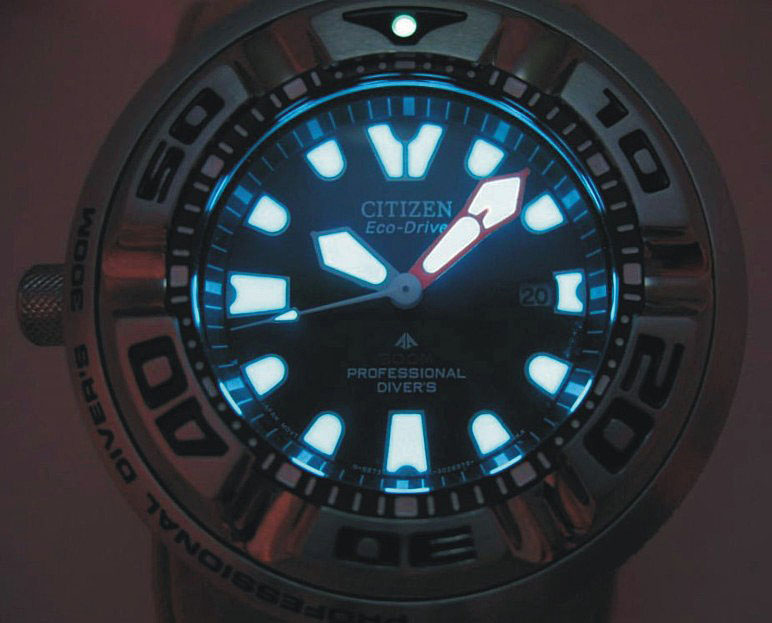
Pintura luminiscente aplicada al reloj de buceo para hacerlo legible en condiciones de poca luz

Las esferas y los marcadores de la esfera y del bisel del reloj deben ser legibles bajo el agua y en condiciones de poca luz. También debe haber una indicación de que el reloj sigue funcionando que se pueda percibir en total oscuridad. Para facilitar la lectura, la mayoría de los relojes de buceo tienen esferas y marcadores de alto contraste y despejados, con una manecilla de minutos grande y fácilmente identificable. Los marcadores de las 3, las 6, las 9 y (especialmente) las 12 en punto en la esfera del reloj y el marcador de cero en el bisel de los relojes de buceo analógicos suelen tener un estilo llamativo para evitar errores de lectura inducidos por la desorientación. También es deseable un estilo de las manecillas en el que ninguna pueda superponerse totalmente temporalmente y, por lo tanto, oscurecer la posición de otra manecilla para disponer de una legibilidad constante y evitar errores de lectura. Para condiciones de poca luz, se aplican en las esferas y marcadores pigmentos luminiscentes basados en la fosforescencia del aluminato de estroncio (comercializados bajo marcas como Luminova, Lumibrite o NoctiLumina), o bien basados en la radioluminiscencia del tritio (denominados "fuentes de luz de tritio gaseoso" o GTLS). En los relojes de buceo digitales, se utilizan pantallas iluminadas para facilitar la lectura en condiciones de poca luz.

### Indicador de reserva de energía
Un reloj de buceo con un movimiento alimentado por batería eléctrica debe tener un indicador de fin de vida útil (EOL), generalmente en forma de un salto de dos o de cuatro segundos del segundero, o de un mensaje de advertencia en una pantalla digital para protegerse contra una reserva de energía insuficiente durante las actividades subacuáticas. Algunos modelos de movimiento alimentado por batería eléctrica y mecánica tienen indicadores de reserva de energía que muestran el estado actual de la carga del reloj.

## Resistencia al agua

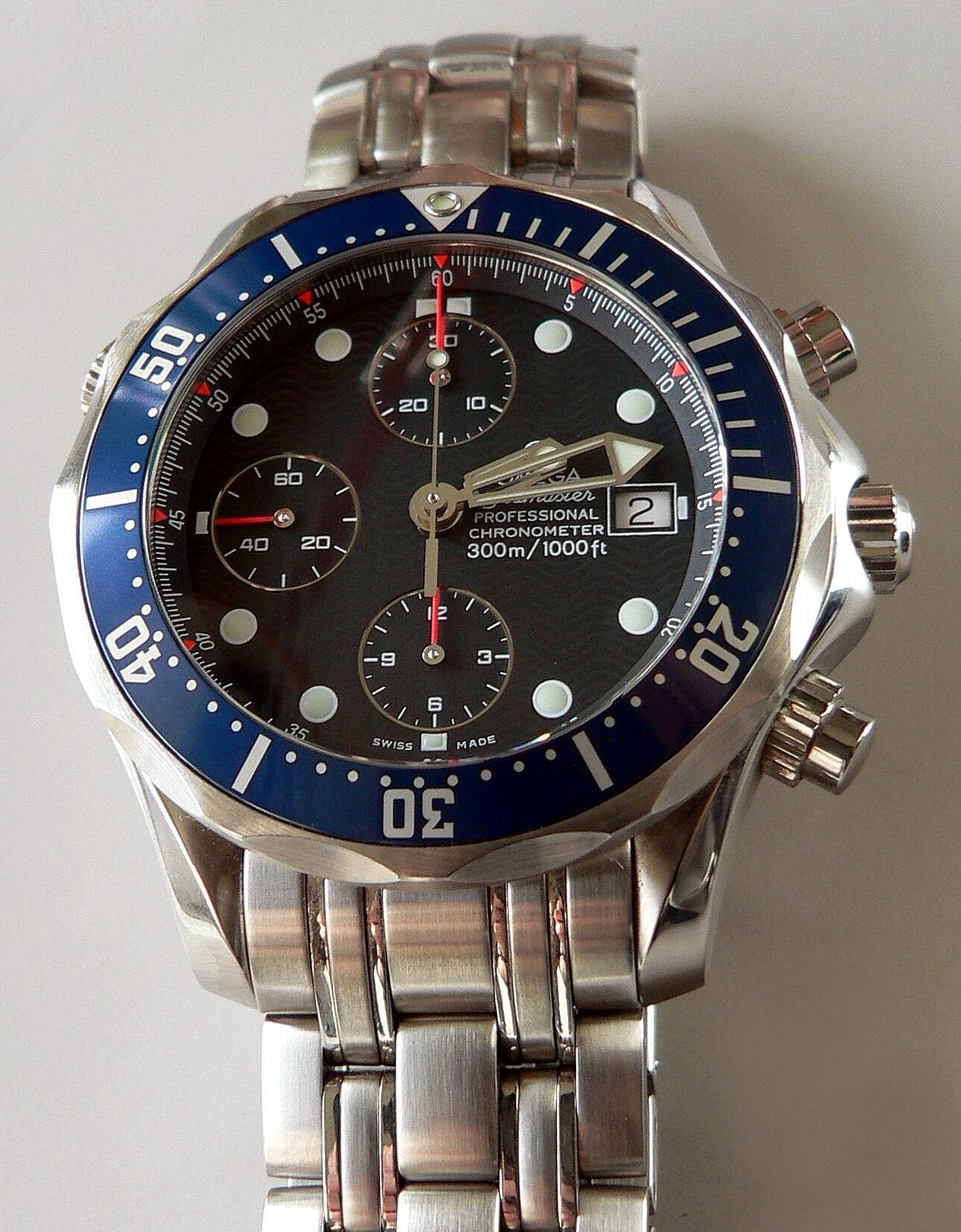
Cronógrafo Omega Seamaster 300 M Chrono Diver, con pulsadores junto a la corona

La Organización Internacional de Normalización emitió una norma para relojes resistentes al agua (water resistant) que prohíbe el uso del término "waterproof" (impermeable), que muchos países han adoptado.
La resistencia al agua se logra mediante las juntas de estanqueidad que forman un sello hermético junto con una sustancia sellante aplicada en la caja para evitar la infiltración del agua. El material de la caja también debe someterse a prueba para poderse calificar como resistente al agua.
Ninguna de las pruebas definidas por la norma ISO 2281 para la marca de resistente al agua son adecuadas para calificar un reloj buceo. Los relojes con esta calificación están diseñados para la vida cotidiana, y deben ser resistentes al agua durante ejercicios como la natación. Pueden usarse en diferentes condiciones de temperatura y presión, pero en ningún caso están diseñados para el buceo.
Las normas para los relojes de buceo están reguladas por la norma internacional ISO 6425. Los relojes se ponen a prueba a una presión de agua estática del 125 % de la presión nominal, por lo que un reloj con una clasificación de 200 m será resistente al agua a una profundidad de 250 m. La prueba de resistencia al agua es fundamentalmente diferente a la de los relojes que no son de buceo, porque son ensayadas todas y cada una de las unidades de los relojes de buceo producidas.
La prueba de resistencia al agua ISO 6425 de un reloj de buceo consiste en:
- Inmersión del reloj en 30 cm de agua durante 50 horas.
- Inmersión del reloj en agua bajo el 125 % de la presión nominal con una fuerza de 5 N perpendicular a la corona y los pulsadores (si los hay) durante 10 minutos.
- Inmersión del reloj en 30 cm de agua a las siguientes temperaturas durante 5 minutos cada una (40 °C, 5 °C y 40 °C nuevamente), con una transición entre temperaturas que no debe exceder 1 minuto. No se permite evidencia de intrusión de agua o condensación.
- Inmersión del reloj en un recipiente a presión adecuado y sometiéndolo al 125 % de la presión nominal durante 2 horas. La presión debe aplicarse en el plazo de 1 minuto. Posteriormente, la sobrepresión se reducirá a 0,3 bar en el plazo de 1 minuto y se mantendrá a esta presión durante 1 hora. No se permite evidencia de intrusión de agua o condensación.

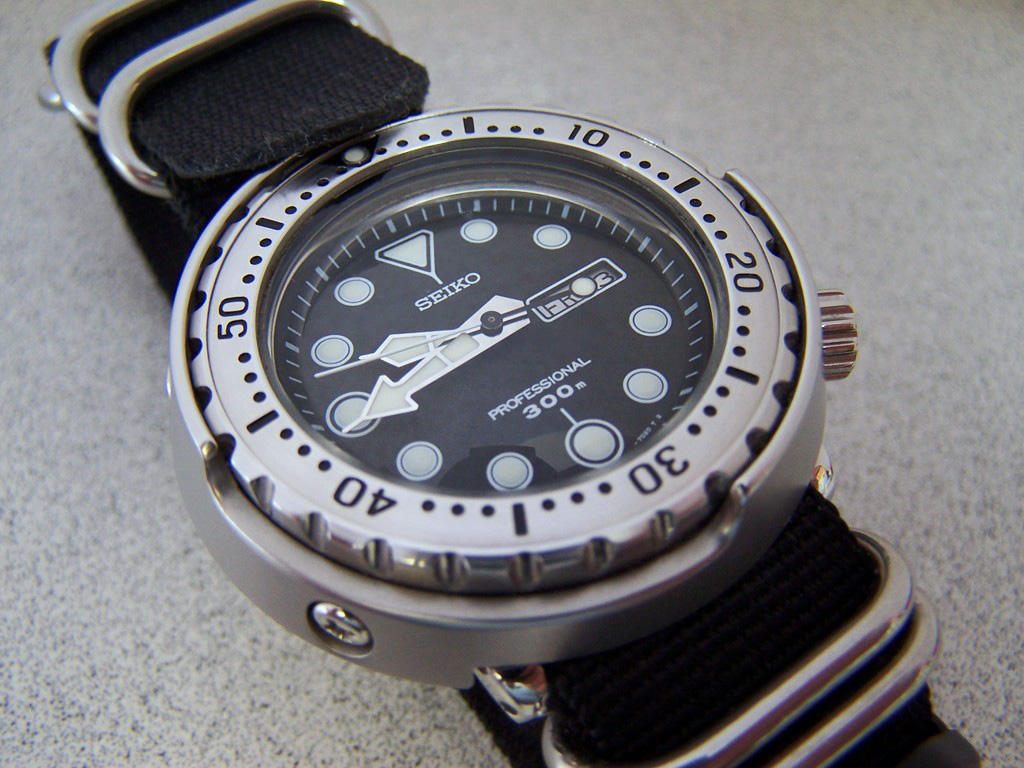
Seiko SBBN007 Professional Diver's 300 m para buceo con mezcla de gases

- Para el buceo con mezcla de gases, el reloj debe sumergirse en un recipiente a presión adecuado y someterlo al 125 % de la presión nominal durante 15 días en una mezcla de gases respirables (enriquecidos con helio). Posteriormente, la sobrepresión se reducirá a la presión normal en el plazo de 3 minutos. No se permite ninguna evidencia de intrusión de agua, condensación o problemas causados por sobrepresión interna.

Una prueba opcional que se origina de las pruebas ISO 2281 (pero que no es necesaria para obtener la aprobación ISO 6425) es exponer el reloj a una sobrepresión de 2 bar; no se permite que entren más de 50 µg/min de aire en la caja.
A excepción de la prueba de resistencia al choque térmico, todas las demás pruebas ISO 6425 deben realizarse a una temperatura de entre 18 y 25 °C.
La presión de prueba requerida del 125 % proporciona un margen de seguridad contra eventos de aumento de presión dinámica, variaciones de densidad del agua (el agua de mar es entre un 2 y un 5 % más densa que el agua dulce) y degradación del sellado.
El aumento de la presión dinámica inducido por el movimiento es a veces objeto de mitos urbanos y argumentos de marketing para relojes de buceo con altas clasificaciones de resistencia al agua. Cuando un buceador realiza un movimiento de natación rápido de 10 m/s (32,8 pies/s) (los mejores nadadores incluso con aletas no pueden nadar tan rápido) la física dicta que el buceador genera una presión dinámica de 0,5 bares (0,5 atm) o el equivalente a 5 metros de profundidad de agua adicional.

### Clasificación de resistencia al agua
Los relojes se clasifican por su grado de resistencia al agua, que se traduce aproximadamente en lo siguiente (1 metro ≈ 3,28 pies):
| Clasificación de resistencia al agua          | Idoneidad                                                                                       | Observaciones |
| Resistente al agua o 50 m                     | Apto para nadar, pero no para hacer snorkel en trabajos relacionados con el agua y la pesca.    | NO apto el buceo. |
| Resistente al agua hasta 100 m                | Adecuado para el surf recreativo, natación, snorkel, vela y deportes acuáticos.                 | NO apto para el buceo. |
| Resistente al agua hasta 200 m                | Adecuado para actividades marinas profesionales y deportes acuáticos de superficie intensos.    | Apto únicamente para buceo superficial. NO apto para buceo profundo. |
| Diver's 100 m                                 | Estándar ISO mínimo (ISO 6425) para buceo a profundidades que NO requieran buceo de saturación. | Los relojes Diver's 100 m y 150 m son generalmente relojes más antiguos. |
| Diver's 200 m o 300 m                         | Apto para buceo a profundidades que NO requieran buceo de saturación.                           | Clasificaciones típicas de los relojes de buceo contemporáneos. |
| Diver's 300+ m para buceo con mezcla de gases | Apto para el buceo de saturación (ambiente enriquecido con helio).                              | Los relojes diseñados para buceo con mezcla de gases tendrán la marca adicional DIVER'S WATCH xxx M FOR MIXED-GAS DIVING (es decir, "para buceo con mezcla de gases") con el fin de señalar esta particularidad. |

Nota: La profundidad especificada en la esfera o caja del reloj representa los resultados de pruebas realizadas en el laboratorio, no en el océano.
La clasificación de algunos relojes se expresa en bares en vez de en metros. Dado que 1 bar es aproximadamente la presión ejercida por 10 m de agua, una clasificación en bares se puede multiplicar por 10 para que sea aproximadamente igual a la basada en metros. Por lo tanto, un reloj de 20 bares equivale a un reloj de 200 metros. Algunos relojes se clasifican en atmósferas (atm), que son aproximadamente un 1 % más que los bares. En el Reino Unido, los buceadores suelen utilizar indistintamente las palabras atmósfera o bar (1 atm = 1,01325 bar o 101 325 Pa) para hablar de medidas de presión.

### Relojes diseñados para una resistencia extrema al agua

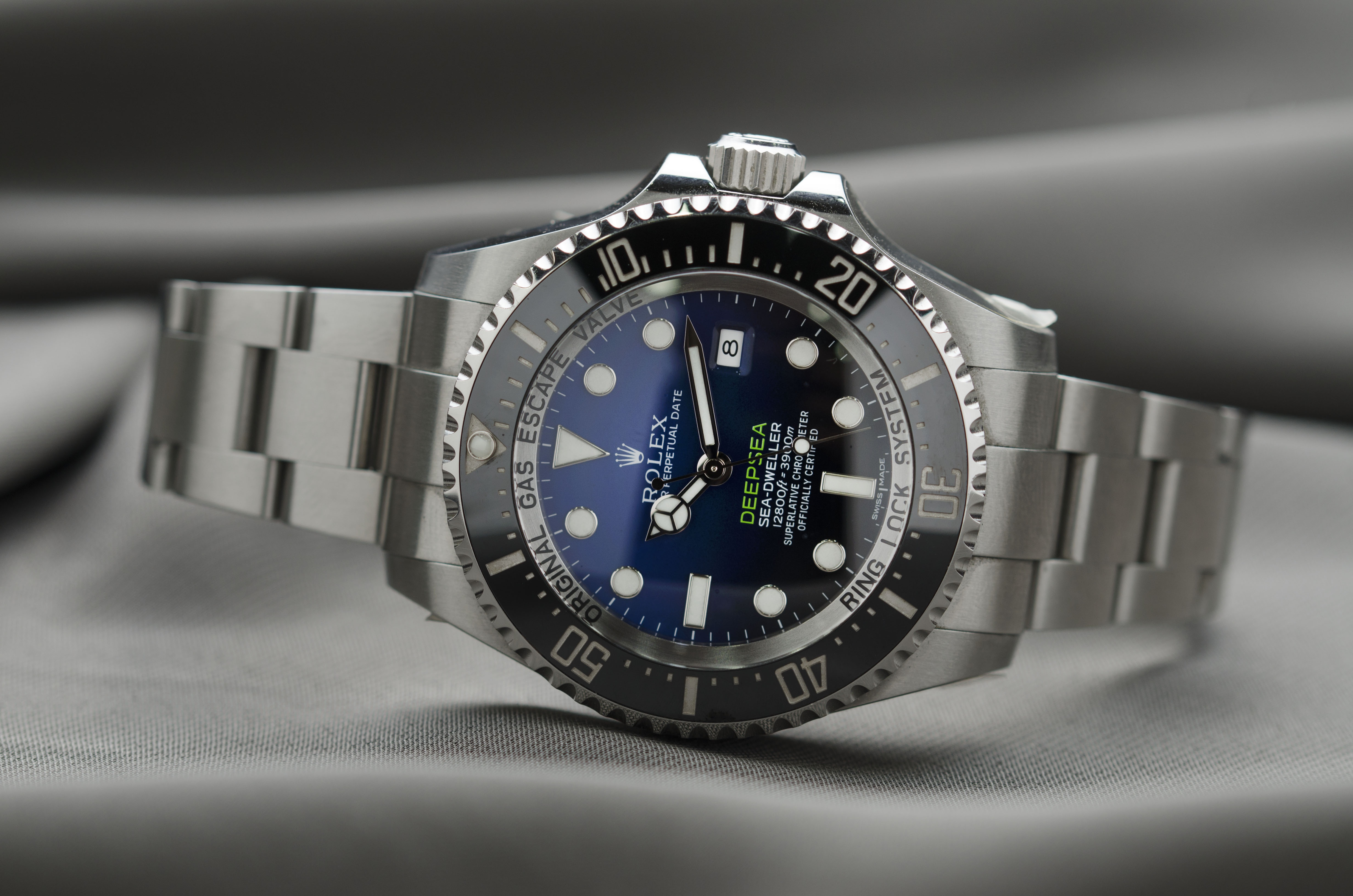
Rolex Sea Dweller DEEPSEA modelo 116660, con una resistencia al agua de 3900 m

El diseño y la disponibilidad real de relojes de buceo certificados para entre 1000 y 1200 m no se pueden explicar únicamente por las necesidades prácticas de buceo ni por los experimentos de buceo profundo con tripulación, debido a las restricciones impuestas por los límites fisiológicos para los seres humanos. El récord de buceo de saturación en alta mar se logró en 1988, protagonizado por un equipo de buceo profesional de la compañía Comex S.A., realizando ejercicios de conexión de tuberías a una profundidad de 534 m (1752,0 pies) de agua de mar en el Mediterráneo como parte del programa Hydra 8. En 1992, un buceador de Comex logró una marca de 701 m de profundidad de agua de mar simulada en una cámara hiperbárica como parte del programa Hydra 10. Se utilizó una mezcla de gases hydreliox (hidrógeno-helio-oxígeno) como gas respirable. Los relojes utilizados durante estas inmersiones de récord científico fueron Rolex Sea-Dwellers con una clasificación de profundidad de 1220 m (4002,6 pies), y estas hazañas se utilizaron en publicidad. La complejidad, los problemas médicos y los límites fisiológicos como los que impone el síndrome nervioso de alta presión y los altos costos que conlleva el buceo de saturación profesional a profundidades superiores a 300 m y el desarrollo de los trajes de buceo atmosféricos y de vehículos sumergibles operados remotamente en aguas profundas en la perforación y explotación de yacimientos petrolíferos en alta mar, eliminaron de manera efectiva la necesidad de una intervención tripulada no atmosférica cada vez más profunda en el océano. Estos factores prácticos hacen que las clasificaciones de profundidad de los relojes de entre 1000 y 1200 m sean poco más que curiosidades técnicas y de mercadotecnia.

#### Relojes llenos de aire
En 2022, Rolex presentó el Oyster Perpetual Deepsea Challenge Sea-Dweller (referencia 126067), un reloj capaz de soportar profundidades oceánicas con una clasificación de profundidad de 11 000 metros (36 090 pies). Este reloj se convirtió en su año de lanzamiento el reloj mecánico más resistente al agua producido en serie. Para obtener esta clasificación de profundidad oficial, el reloj se prueba a una profundidad de 13 750 metros (45 110 pies) para ofrecer la reserva de seguridad del 25 % requerida por la norma ISO 6425.
Las cajas y cristales de los relojes llenos de aire normal diseñados para profundidades extremas deben ser dimensionalmente grandes, para hacer frente a la presión ejercida por el agua. La caja del reloj Rolex Deepsea Challenge (llena de aire de la superficie) tiene un diámetro de 50 mm (2 plg) y un grosor de 23 mm (0,9 plg) (grosor del cristal abovedado 9,5 mm (0,4 plg)) y la caja y el brazalete de titanio de grado 5 pesan 251 g (8,9 oz).
La empresa alemana H2O watch GmbH ofrece relojes de buceo mecánicos H2O Kalmar 2 25000M hechos a medida, que han sido certificados a una profundidad de 25 000 metros (82 020 pies), muy superior a la profundidad máxima de los océanos de la Tierra (los 11.000 m de la fosa de las Marianas). La caja del reloj de titanio H2O Kalmar 2 25000M tiene un diámetro de 42,5 mm (1,7 plg) y un grosor de 22,85 mm (0,9 plg) (espesor del cristal abovedado de 8,25 mm (0,3 plg)) y pesa 126 g (4,4 oz).

#### Relojes rellenos de líquido
Las cajas de algunos relojes de buceo diseñados para profundidades extremas están rellenas de aceite de silicona o de aceite fluorado (aceite en el que todo el hidrógeno se reemplaza por flúor) aprovechando la relativa incompresibilidad de los líquidos. Esta tecnología solo funciona con movimientos de cuarzo, ya que un movimiento mecánico no funciona correctamente en una caja llena de aceite. Un ejemplo de estos relojes es el Sinn UX (EZM 2B), cuya caja está certificada por el Lloyd de Alemania para 12 000 m (39 370,1 pies), una profundidad superior a la alcanzada por el Challenger Deep. Sin embargo, el movimiento controlado por cuarzo solo está certificado para 5000 m (16 404,2 pies). Un problema con esta tecnología es contrarrestar la dilatación térmica del líquido contenido dentro del reloj. El aceite empleado cambia de volumen en un 10 % en un rango de temperatura de −20 grados Celsius (−4,0 °F) a 60 grados Celsius (140 °F). Esta propiedad pondría en peligro una caja de reloj tradicional, ya que el cristal explotaría en caso de sobrepresión interna significativa. En el UX (EZM 2B), la parte posterior de la caja contiene un gran pistón móvil con un sello de junta tórica, lo que permite que el líquido dentro de la caja del reloj se expanda y contraiga para ajustar el volumen interno del fluido e igualarse con la presión exterior. El relleno de líquido mejora la legibilidad de la esfera del reloj bajo el agua de manera significativa, debido a las diferencias reducidas del índice de refracción entre el cristal del reloj y su medio adyacente, y elimina el problema del empañamiento del cristal debido a la condensación. Para obtener su resistencia al agua, la caja de acero inoxidable del reloj Sinn UX (EZM 2B) tiene un diámetro de 44 mm, un grosor de 13,3 mm y la caja y la pulsera pesan 105 g, dimensiones modestas en comparación con los relojes de buceo llenos de aire diseñados para profundidades extremas.

#### Prototipos/relojes experimentales para profundidades oceánicas
En enero de 1960, un prototipo de reloj de buceo Rolex Deep Sea Special acoplado al casco del batiscafo Trieste alcanzó una profundidad récord de 10 913 m (35 803,8 pies) ±5 m (16,4 pies) de agua de mar durante un descenso al fondo de la "Poza Occidental" del abismo del Challenger, el punto más profundo estudiado en los océanos. El reloj superó la prueba y se comprobó que funcionaba con normalidad durante su descenso y ascenso. El Deep Sea Special fue un proyecto de demostración y comercialización de tecnología, pero nunca entró en producción.
En marzo de 2012, un prototipo de reloj de buceo Rolex Oyster Perpetual Date Sea-Dweller Deepsea Challenge acoplado a un brazo manipulador del Deepsea Challenger descendió a 10 908 m (35 787,4 pies) en la "Poza Oriental" del abismo del Challenger. El reloj fue diseñado para ser resistente al agua hasta 1500 bar/15 000 m (49 213 pies) y funcionó normalmente durante su descenso y ascenso. La caja del reloj llena de aire de la superficie tiene un diámetro de 51,4 mm (2 plg) y un grosor de 28,5 mm (1,1 plg) (cristal de zafiro sintético abovedado 14,3 mm (0,6 plg)) para hacer frente a la presión del agua en el punto más profundo estudiado en los océanos.

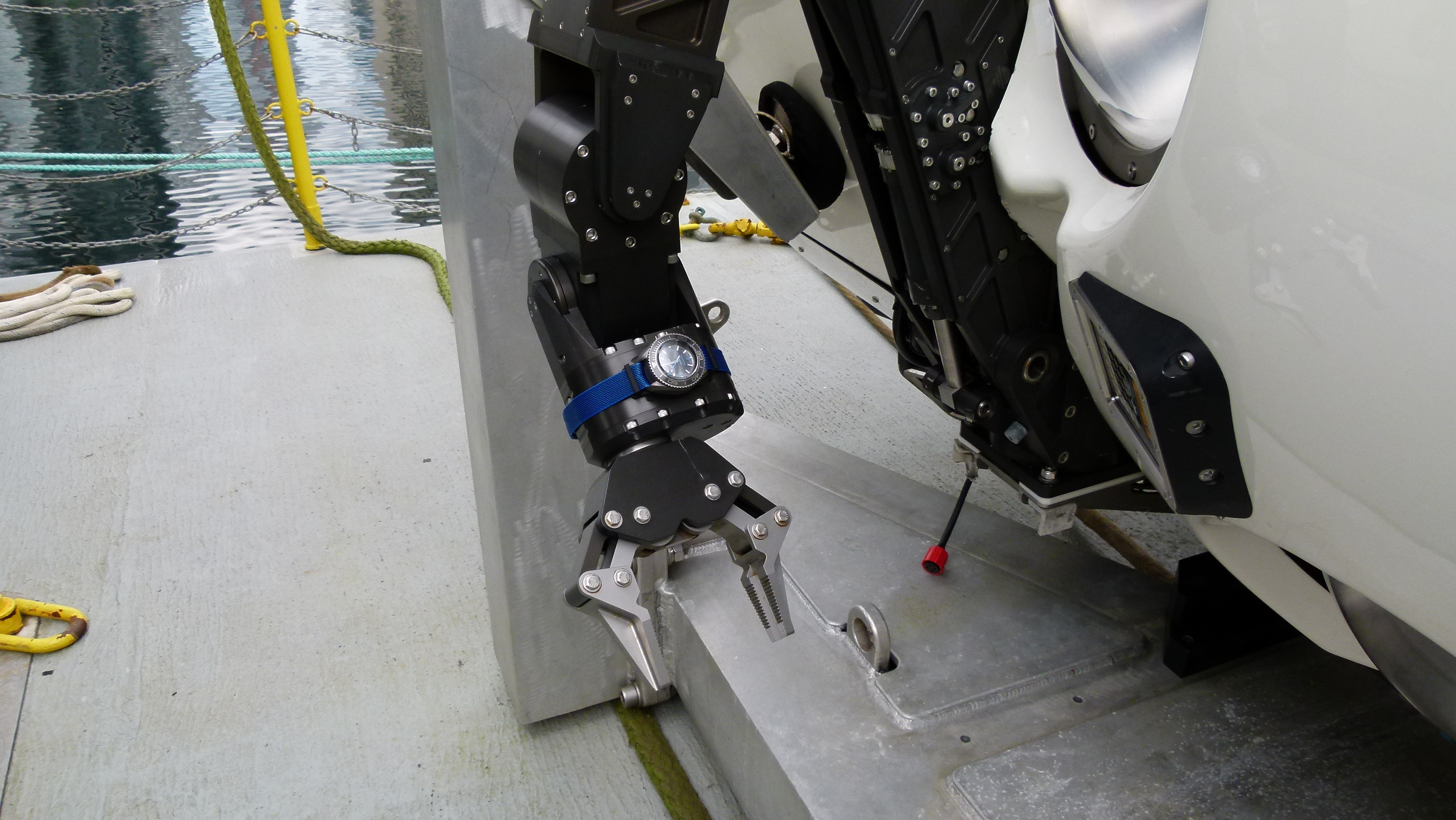
Omega Seamaster Planet Ocean Ultra Deep Professional, sujeto a uno del brazos robóticos de la nave Limiting Factor

En mayo de 2019, el récord del reloj de buceo experimental con funcionamiento normal a mayor profundidad lo ostentaba el Omega Seamaster Planet Ocean Ultra Deep Professional, después de alcanzar una profundidad (verificada) de 10 925 m (35 843,2 pies) ±4 m (13,1 pies) de agua de mar durante un descenso al fondo de la "Poza Este" del Abismo del Challenger por parte de la Expedición Five Deeps. Dos de estos relojes estaban fijados al exterior del vehículo de inmersión profunda Limiting Factor: uno en cada uno de los brazos robóticos del buque principal y uno adicional en el fondeador de aguas ultraprofundas Skaff. Debido a un problema técnico, el reloj fijado al módulo de aterrizaje de aguas ultraprofundas permaneció en el fondo durante dos días antes de que este y el módulo de fondeo fueran rescatados de una profundidad no confirmada oficialmente de 10 927 m (35 849,7 pies). La caja del reloj llena de aire de superficie normal está hecha de acero forjado de grado 5 (aleada con titanio y certificada por DNV GL, al igual que el casco del batiscafo Limiting Factor) tiene un diámetro de 55 mm (2,17 plg) y un espesor de casi 28 mm (1,10 plg); habiendo sido ensayado y certificado para hasta 1500 bar/15 000 m (49 213 pies).

## Mantenimiento

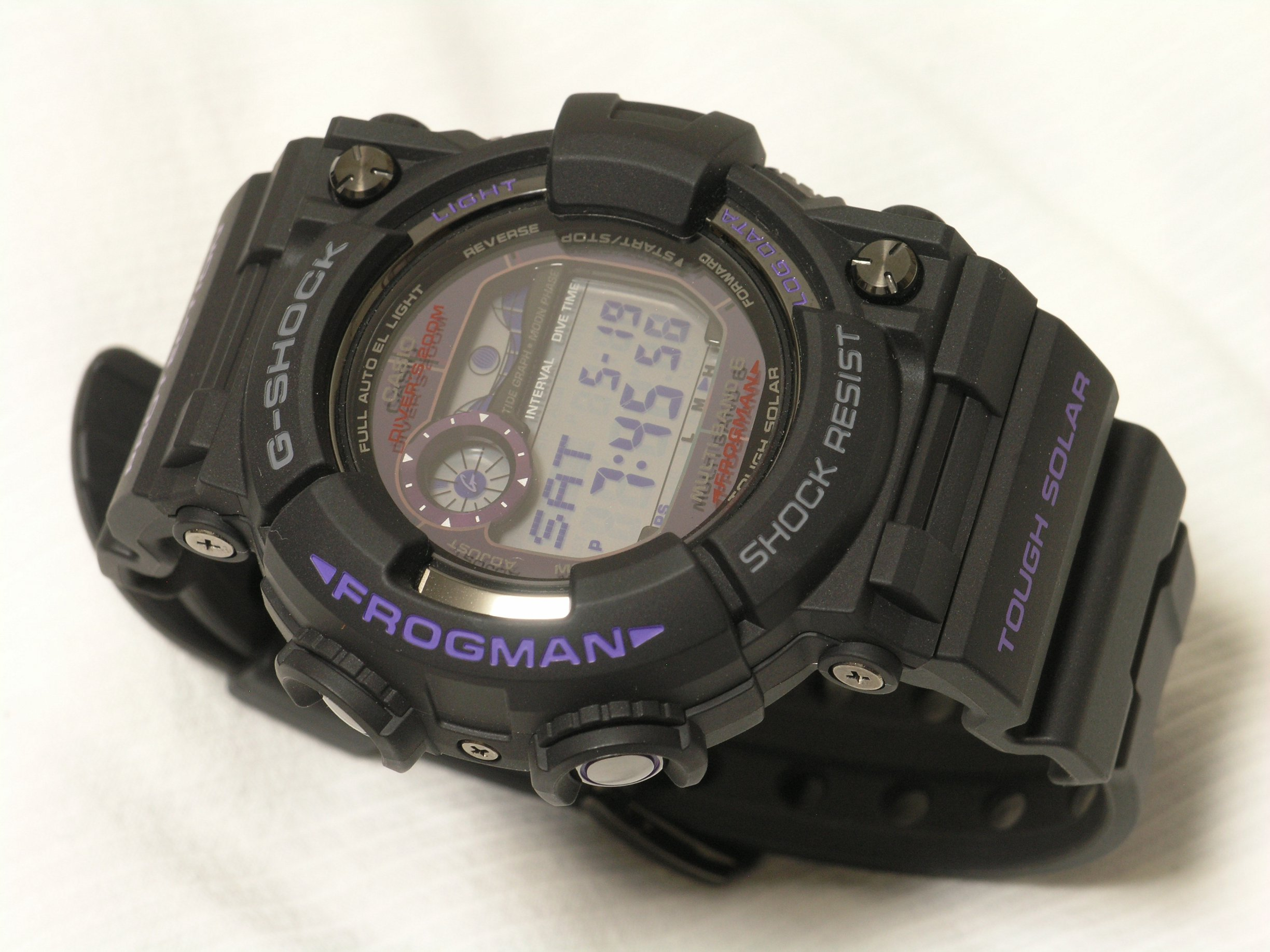
Reloj Casio G-Shock Frogman Tough Solar MULTIBAND6 GWF-1000BP-1JF digital Diver's 200 m, con una correa de material polimérico

Los fabricantes de relojes de buceo recomiendan a los buceadores que hagan que un centro de servicio y reparación compruebe la presión de trabajo de sus relojes de buceo anualmente o cada dos a cinco años, y que reemplacen los sellos o las juntas. También es importante seguir unas instrucciones de mantenimiento sencillas por parte del propietario.
Los buceadores recomiendan enjuagar el reloj con agua dulce después de usarlo en agua de mar, pero dejarlo metido en agua dulce durante la noche es un buen método para protegerlo de la corrosión y mantener en funcionamiento la corona, el bisel, los botones y los sensores de presión de los digitales. Algunas empresas de relojes tienen políticas restrictivas o limitantes, como el mantenimiento y la reparación en el centro de servicio del fabricante únicamente, que pueden interferir con otras políticas de precaución y mantenimiento o con las necesidades de respuesta rápida, modificación o soporte a largo plazo.

### Precauciones
Los buceadores deben inspeccionar su reloj y la pulsera para detectar defectos antes de cada inmersión y, especialmente, en caso de que haya entrado en contacto con suciedad, gasolina o productos químicos fuertes, campos magnéticos potentes o haya sido golpeado contra algo duro durante el uso. Además, los relojes con movimientos mecánicos también deben ser de cuerda manual o, en el caso de los movimientos automáticos que no se pueden dar cuerda manualmente, darles suficiente movimiento antes de cada inmersión para garantizar que el resorte principal esté completamente tensado.